# Cybister lynceus
Cybister lynceus is een keversoort uit de familie waterroofkevers (Dytiscidae). De wetenschappelijke naam van de soort is voor het eerst geldig gepubliceerd in 1950 door J.Balfour-Browne.